# Puerto Alvear
Pour les articles homonymes, voir Alvear.
Puerto Alvear est une localité rurale argentine située dans le département de Diamante et dans la province d'Entre Ríos.

## Démographie et histoire
La population de la localité, c'est-à-dire sans tenir compte de la zone rurale, était de 407 habitants en 2001, et n'était pas considéré comme une localité dans le recensement de 1991. La population territoriale de compétence du conseil d'administration était de 544 habitants en 2001.
La plupart de ses habitants sont des descendants d'immigrants allemands de la Volga. Aujourd'hui, Puerto Alvear est un site de pêche sportive.
Le conseil de direction a été créé par le décret no 3307/1984 MGJE du 6 septembre 1894 sous le nom de Pueblo General Alvear et ses limites juridictionnelles ont été établies par le décret no 417/2002 MGJ du 1er février 2002.